# Несерьёзное сокровище
«Несерьёзное сокровище» (англ. Irrational Treasure) — 8 серия 1 сезона американского мультсериала «Гравити Фолз».

## Сюжет
Мэйбл, Диппер и Стэн оказываются в центре праздника — День Первопроходца. Стэн не очень-то этому рад, а вот близнецы наслаждаются весельем.
На церемонии открытия слово дают Пасифике Нортвест; она рассказывает о своём пра-прадеде, Натаниэле Нортвесте, основателе города. Потом она спрашивает, не хочет ли кто-нибудь из толпы выступить на сцене. Туда поднимается Мэйбл, но Пасифика не даёт ей слова, называя слишком глупой. Мэйбл пытается казаться более умной: для этого она снимает серьги из начос, «глупый» свитер и делает умное лицо. Расстроенная, она уходит с Диппером и оба садятся под статуей основателя города.
Диппер находит в 3-м Дневнике информацию о том, что Натаниэль Нортвест не основывал Гравити Фолз. Мэйбл говорит, что они раскроют этот заговор, и тогда она докажет, что не глупая. Разговор близнецов подслушивают Шериф Блабс и Заместитель Дурланд.
Сначала Диппер и Мэйбл идут в библиотеку. Там Мэйбл складывает страницу из дневника в шапку и на ней отчётливо проступает карта, которая приводит ребят в музей. Они думают, что им придётся тайком пробраться туда, но оказывается, что в честь Дня Первопроходца им полагаются бесплатные билеты. В музее Мэйбл смотрит вверх ногами на одну из картин — изображение на ней превращается в рисунок ангела, который указывает на что-то рукой. Она вспоминает, что видела подобную статую на кладбище.
На кладбище Мэйбл дёргает статую за палец и открывается секретный проход в подземелье. Там Диппера и Мэйбл поджидает опасность — дротики с транквилизаторами, но близнецам удаётся от них увернуться и попасть в помещение с секретными документами. Среди них есть материалы, согласно которым основателем города является не Натаниэль Нортвест, а Квентин Трэмбли — 8,5 президент Соединённых Штатов Америки. Там их догоняют Блабс и Дурланд, которым дали задание найти Трэмбли и не допустить рассекречивания информации о его существовании. Они показывают детям документальный фильм, а потом находят и Квентина, который заковал себя в огромном арахисовом шербете в надежде, что таким образом будет жить вечно.
Трэмбли, Диппера и Мэйбл грузят в ящик и отправляют в Вашингтон поездом. Мэйбл отламывает кусочек шербета, отчего тот крошится, и Трэмбли освобождается. Он выживает благодаря особым свойствам арахиса, который способен поддерживать жизнь. Все трое выбегают на крышу вагона, а за ними гонятся Блабс и Дурланд. Но так как Квентин Трэмбли не подписывал указ о своей отставке, и, следовательно, технически является президентом США, он приказывает полицейским забыть об этом случае и взять выходной. Они охотно соглашаются. Все возвращаются в Гравити Фолз. Квентин назначает Мэйбл конгрессменом, а Дипперу дарит особый ключ.
В титрах Квентин просит верховный суд, состоящий из младенцев, не назначать вместо него другого президента.

## Вещание
В день премьеры эпизод посмотрели 3,869 млн человек.

## Отзывы критиков
Обозреватель развлекательного веб-сайта The A.V. Club Аласдер Уилкинс поставил эпизоду оценку «A-», отметив, что «главной проблемой, которую описывает серия является то, что когда быть странным перестаёт быть милым и очаровательным и становится тем, за что тебя высмеивают, и, что ещё хуже, ты уже достаточно взрослый, чтобы понять, что над тобой насмехаются. Но в итоге, эпизод показывает, что быть странным — нормально. Поиск сокровищ Диппера и Мэйбл является одной из множества бравурных сцен в этом эпизоде. С таким количеством безумных элементов в игре, мультсериал удивительно умело меняет свой тон от сумасшедшего к полуреалистичному и обратно». В пример этим словам критик приводит попытку Диппера расшифровать первую карту в библиотеке — «учитывая всё, что уже произошло в этом сериале, его идея сжечь пергамент, чтобы раскрыть секрет семьи Нортвест, не кажется такой уж глупой».

## Криптограммы
В финальных титрах есть код, который после расшифровки отсылает к фразе: «E PLURIBUS UNUM», которая размещается на гербе США.
На купюре в минус двенадцать долларов есть серийный номер «Z 0239548604 Z». После группировки чисел в пары и сложения сумм всех пар получается «2 12 9 14 4», что расшифровывается, как «BLIND». Это ранний намёк на Общество Слепого Глаза — тайное общество, стирающее память жителям Гравити Фолз, показанное в 7 серии 2 сезона.